# 한낮의 BGM
《한낮의 BGM》은 SBS 러브FM에서 평일 오후 2시 20분부터 오후 4시까지 방송되었던 SBS 러브FM의 임시편성 라디오 프로그램이다. DJ는 가수 김형중이다. 2019년 7월 9일부터 2019년 8월 9일까지 한달간 방송했다.

## 청취 가능 지역
현재 이 프로그램은 수도권에서만 라디오를 통해 청취가 가능며, 다른 지역에서는 SBS 홈페이지의 러브FM 실시간 듣기 또는 인터넷 라디오 고릴라를 통해서만 청취가 가능하다.

## 지역 민방 프로그램
| 프로그램               | 지역                 | 방송국 | 진행자 |
| ---------------------- | -------------------- | ------ | ------ |
| 강영운의 딱좋은 라디오 | 부산광역시, 경상남도 | KNN    | 강영운 |